# 锡拉文戈
锡拉文戈（義大利語：Sillavengo），是意大利诺瓦拉省的一个市镇。总面积9平方公里，人口582人，人口密度64.7人/平方公里（2009年）。ISTAT代码为003138。